# 向陽 (詩人)
向陽（1955年5月7日—），本名林淇瀁，南投縣鹿谷鄉廣興村人，台灣作家。
除了以詩聞名之外，兼及散文、兒童文學及文化評論、政治評論。在身分上，他是詩人、作家，也是作詞人、政治評論家。現任財團法人國家文化藝術基金會第十屆董事長。其弟林彧也是詩人。

## 生涯歷程
向陽的生涯可略分為三個階段。

### 文學生涯階段 （1968-1978）
第一階段，從學校到進入社會工作。向陽就讀廣興國民學校時期就開始閱讀課外書籍。13歲開始寫詩，並發表作品於《巨人》雜誌。就讀竹山高中時，於1970年創辦「笛韻詩社」、主編《笛韻詩刊》。大學就讀中國文化學院東方語文學系日文組，於大三時擔任「華岡詩社」社長，大量發表詩作，以台語詩、十行詩崛起詩壇。1976年出版第一本詩集《銀杏的仰望》。曾任《陽光小集》詩刊的發行人，《陽光小集》13期「政治詩專輯」發生難產，延至1984年6月才出刊，旋即因內部意見衝突，〈陽光短打〉裡，批評了幾個重要文學獎頒發的情形說：「有的固然實至名歸，有的則靠良好的人際關係和有力團體的推薦。」剛獲得「國家文藝詩歌獎」的發行人向陽，下令收回修改部分文字，卻從此未再發行，《陽光小集》也在這一期之後，無言地消失。

### 媒體生涯階段 （1979-1994）
他先後任職海山卡片公司撰稿文案，《時報周刊》主編、《大自然》雜誌總編輯、《自立晚報》藝文組主任兼副刊主編、《自立晚報》總編輯兼政治經濟研究室主任、《自立早報》總編輯、《自立早報》總主筆兼海外版《自立周報》總編輯，迄1994年自立報系易手為止，總計在媒體服務14年。

### 學術生涯階段 （1994-2020）

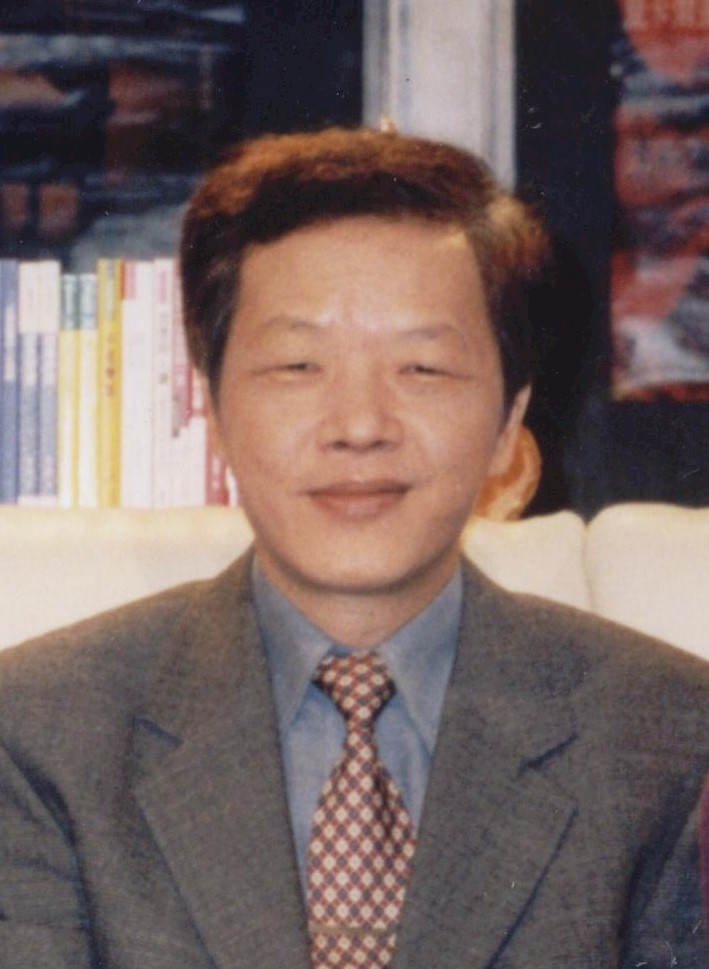
攝於2007年

他於1991年考入文化大學新聞研究所碩士班就讀，取得碩士學位後，於1994年考取政治大學新聞研究所博士班，從此由媒體領域轉入學術領域。就讀博士班期間9年，先後擔任靜宜大學中文系專任講師、真理大學台灣文學系專任講師，並於政治大學新聞系、輔仁大學新聞系、台灣文化學院大眾傳播系兼任教職。取得博士學位、副教授證書後，先後受聘於國立東華大學民族發展研究所、國立中興大學台灣文學研究所、國立台北教育大學台灣文化研究所，並任國北教圖書館館長，目前已於2020年自國立臺北教育大學台灣文化研究所退休，並續聘為國立臺北教育大學名譽教授。學術研究論文及專書著作累積40餘種。

## 社團與媒體
向陽參與社團與相關社會服務，相當積極。曾任南投縣文化基金會董事、民主人同盟副理事長、行政院政務顧問、中央廣播電台董事、公視基金會第四屆董事、國家對外華語文教學政策委員會委員、總統府人權諮詢小組秘書、吳三連獎基金會副秘書長、吳三連台灣史料基金會秘書長、公益信託雷震民主人權基金諮詢委員等職，目前於財團法人國家文化藝術基金會擔任董事長一職，並為《自由時報》撰寫〈星期專論〉。
在文學社團與媒體刊物部份，向陽除早年主編《笛韻》詩刊、擔任華岡詩社社長之外，後又加入《詩脈》季刊 (1976)、與陌上塵、張弓、陳煌、李昌憲、莊錫釗、林野、沙穗等創刊《陽光小集》(1979)。1984年向陽獲頒國家文藝基金管理委員會主導的國家文藝獎，《陽光小集》十三期「政治詩專號」向陽下令收回，該刊遂終止發行。隨後向陽參與成立「當代文學史料研究小組」(1987)、發起組織台灣筆會(1987)、任台灣筆會副會長(1990)、參與成立「愛荷華大學國際寫作計畫在台作家聯誼會」(1988)等。

## 獲獎紀錄
- 《詩潮》創刊紀念獎 (1977)。
- 全國優秀青年詩人獎(1977)。
- 吳濁流新詩獎(1978)。
- 時報文學獎敘事詩優等獎(1980)。
- 青年文學獎(1983)。
- 國家文藝獎(1984)。
- 美國愛荷華大學榮譽作家(1985)。
- 南投縣玉山文學獎文學貢獻獎(2003)。
- 榮後台灣詩人獎(2004)。
- 台灣文學獎新詩金典獎(2007)。
- 第23屆金曲獎傳統暨藝術音樂類最佳作詞人獎 (2012)。
- 第28屆金曲獎傳統暨藝術音樂類最佳作詞人獎 (2017)。

## 作品列表

### 詩集
- 銀杏的仰望。台北：故鄉出版社，1977。
- 種籽。台北：東大圖書公司，1980。
- 十行集。台北：九歌出版社，1984。
- 歲月。台北：大地出版社，1985。
- 土地的歌。台北：自立晚報社，1985。
- 四季。台北：漢藝色研文化公司，1986。
- 心事。台北：漢藝色研文化公司，1987。
- 在寬闊的土地上。北京：人民文學出版社，1994。
- 向陽詩選。台北：洪範書店，1999。
- 向陽台語詩選（原土地的歌再版）。台南：金安出版社，2002。
- 十行集（復刻）台北：九歌出版社，2004。
- 亂。台北：印刻出版公司，2005。

### 散文集
- 流浪樹。高雄：德馨室出版社，1979。
- 在雨中航行。台北：蘭亭出版社，1983。
- 世界靜寂下來的時候。台北：漢藝色研文化公司，1988。
- 一個年輕爸爸的心事。台北：漢藝色研文化公司，1988。
- 暗中流動的符碼 。台北：九歌出版社，1999。
- 跨世紀傾斜。台北：聯合文學出版社，2001。
- 日與月相推。台北：聯合文學出版社，2001。
- 月光冷冷地流過。台北：華成出版公司，2002。
- 為自己點盞小燈（暗中流動的符碼再版）台北：九歌出版社，2003
- 安住亂世。台北：聯合文學出版社，2003。
- 我們其實不需要住所。台北：聯合文學出版社，2004。
- 寫字年代──臺灣作家手稿故事　台北：九歌出版社，2013。
- 臉書帖　台北：聯合文學，2014。

### 兒童文學集
- 中國神話故事。台北：九歌出版社，1983。
- 中國寓言故事。台北：九歌出版社，1986。
- 我的夢夢見我在夢中作夢。台北：三民書局，1997。
- 鏡內底的囝仔。台北：新學友書局，1998。
- 春天的短歌。台北：三民書局，2002。
- 記得茶香滿山野。台北：遠流出版公司，2003。

### 學術論著
- 書寫與拼圖：台灣文學傳播現象研究。台北：麥田出版，2001。
- 長廊與地圖：台灣新詩風潮簡史。台北：自費印製，2002。

### 學術校訂
- 雷震回憶錄之新黨運動黑皮書（雷震著）。台北：遠流出版公司，2003。

### 文化評論
- 康莊有待。台北：東大圖書公司，1985。
- 迎向眾聲：八○年代台灣文化情境觀察。台北：三民書局，1993。
- 為台灣祈安。南投：南投縣立文化中心，1995。
- 喧嘩、吟哦與嘆息：台灣文學散論。台北：駱駝出版社，1996。
- 浮世星空新故鄉：台灣文學傳播議題析論。台北：三民書局，2004。
- 守護民主台灣　台北：前衛出版社，2008。
- 起造文化家園　台北：前衛出版社，2008。

### 翻譯
- 四季明信片（日‧安西水丸著，散文）。台北：合森文化公司，1989。
- 達達的時光隧道（日‧龍尾洋一著，科幻）。台北：小天出版公司，1990。
- 大象的鼻子長（日‧窗道雄著，童詩）。台北：時報文化，1996。

### 主編
- 新世紀新世代詩選。台北：九歌出版社，2022。除了向陽，編委含白靈、焦桐、蕭蕭、陳義芝共五人。

## 擔任評審
- 2018年臺中市政府文化局邀請方梓、方耀乾、王金選、平路、石德華、向陽、宇文正、吳晟、李如青、李勤岸、曹俊彥、陳幸蕙、陳憲仁、陳雨航、曾貴海、楊翠、楊錦郁、劉克襄、蔡素芬、蕭蕭、鍾永豐、鍾怡雯等國內作家、詩人組成本屆評審團[1]。

## 外部連結
- 向陽工坊
- 向陽文苑
- 向陽詩房
- 經緯向陽（页面存档备份，存于）
- 台灣作家作品目錄資料庫——向陽 （页面存档备份，存于）